# トニー・ワーナー
アンソニー・ランドルフ・"トニー"・ワーナー（Anthony Randolph "Tony" Warner, 1974年5月11日 - ）は、イングランド・リヴァプール出身の元トリニダード・トバゴ代表サッカー選手、現サッカー指導者。現役時代のポジションはゴールキーパー。

## 経歴
ボルトン・ワンダラーズFCのGKコーチを務めていた2015年5月26日、フットボールリーグ2のアクリントン・スタンリーFCと選手として短期契約を結んだ。シーズン終了後にインド・スーパーリーグのノースイースト・ユナイテッドFCに加入することが発表されたが、ボルトンとの契約が問題となりISLでプレーすることなく翌月に退団した。

## 所属クラブ
- リヴァプールFC 1994-1999

→  スウィンドン・タウンFC 1997 (loan)
→  セルティックFC 1998-1999 (loan)
→  アバディーンFC 1999 (loan)
- ミルウォールFC 1999-2004
- カーディフ・シティFC 2004-2006

→  フラムFC 2005-2006 (loan)
- フラムFC 2006-2008

→  リーズ・ユナイテッドAFC 2006 (loan)
→  ノリッジ・シティFC 2007 (loan)
→  バーンズリーFC 2008 (loan)
- ハル・シティAFC 2008-2010.3

→  レスター・シティFC 2009 (loan)
- チャールトン・アスレティックFC 2009-2010.6
- リーズ・ユナイテッドAFC 2010
- スカンソープ・ユナイテッドFC 2010
- トレンメア・ローヴァーズFC 2011
- ウェリントン・フェニックスFC 2011-2012
- フロリアーナFC 2012-2013
- ブラックプールFC 2013-2014
- アクリントン・スタンリーFC 2015
- ノースイースト・ユナイテッドFC 2015

## タイトル
ハル
- フットボールリーグ・セカンドディヴィジョン : 2000-01